# Tour du Doubs 2021
Il Tour du Doubs 2021, trentaseiesima edizione della corsa, valevole come evento dell'UCI Europe Tour 2021 categoria 1.1 e come ottava prova della Coppa di Francia 2021, si svolse il 5 settembre 2021 su un percorso di 201 km, con partenza a Morteau e arrivo a Pontarlier, in Francia. La vittoria fu appannaggio del francese Dorian Godon, il quale completò il percorso in 4h55'07", alla media di 40,865 km/h, precedendo l'eritreo Biniam Girmay e il belga Tom Paquot. 
Sul traguardo di Pontarlier 113 ciclisti, dei 137 partiti da Morteau, portarono a termine la competizione.

## Squadre e corridori partecipanti
| N.      | Cod. | Squadra                         |
| ------- | ---- | ------------------------------- |
| 1-6     | GFC  | Groupama-FDJ                    |
| 11-16   | COF  | Cofidis                         |
| 21-26   | ACT  | AG2R Citroën Team               |
| 31-36   | DKO  | Delko                           |
| 41-46   | TEN  | TotalEnergies                   |
| 51-56   | ARK  | Team Arkéa-Samsic               |
| 61-66   | BBK  | B&B Hotels                      |
| 71-76   | AUB  | St Michel-Auber 93              |
| 81-86   | XRL  | Xelliss-Roubaix Lille Métropole |
| 91-96   | FRA  | Francia                         |
| 101-106 | SRA  | Swiss Racing Academy            |
| 111-116 | RLY  | Rally Cycling                   |

| N.      | Cod. | Squadra                     |
| ------- | ---- | --------------------------- |
| 121-126 | ANS  | Androni Giocattoli-Sidermec |
| 131-136 | BWB  | Bingoal Pauwels Sauces WB   |
| 141-146 | IWG  | Intermarché-Wanty-Gobert    |
| 151-156 | SVB  | Sport Vlaanderen-Baloise    |
| 161-166 | XSU  | XSpeed United Continental   |
| 171-176 | EVO  | EvoPro Racing               |
| 181-186 | MVC  | Massi Vivo-Conecta          |
| 191-196 | DKB  | Dukla Banská Bystrica       |
| 201-206 | THR  | Vini Zabù                   |
| 211-216 | VBG  | Team Vorarlberg             |
| 221-226 | EHE  | Electro Hiper Europa        |

## Ordine d'arrivo (Top 10)
| Pos. | Corridore           | Squadra       | Tempo    |
| ---- | ------------------- | ------------- | -------- |
| 1    | Dorian Godon        | AG2R          | 4h55'07" |
| 2    | Biniam Girmay       | Intermarché   | s.t.     |
| 3    | Tom Paquot          | Bingoal       | s.t.     |
| 4    | Natnael Tesfatsion  | Androni       | s.t.     |
| 5    | Valentin Madouas    | Groupama      | s.t.     |
| 6    | Nairo Quintana      | Arkéa         | s.t.     |
| 7    | Julien Simon        | TotalEnergies | s.t.     |
| 8    | Rémy Mertz          | Bingoal       | s.t.     |
| 9    | Pierre-Luc Périchon | Cofidis       | s.t.     |
| 10   | Roland Thalmann     | Vorarlberg    | s.t.     |